# Francena McCorory
Francena McCorory (Los Angeles, 20 de outubro de 1988) é uma velocista bicampeã olímpica e campeã mundial norte-americana, especializada nos 400 metros rasos.
Em sua primeira participação num evento global, no Mundial de Daegu 2011, chegou em quarto lugar nos 400 m. Tornou-se campeã mundial integrando o revezamento 4x400 m norte-americano com Sanya Richards, Allyson Felix e Jessica Beard que ganhou a medalha de ouro com a marca de 3m18s9.
Em Londres 2012 participou de seus primeiros Jogos Olímpicos, onde ganhou a medalha de ouro integrando o 4x400 m formado por ela, Sanya Richards, DeeDee Trotter e Allyson Felix, que venceu a prova em 3m16s87, a quinta mais rápida da história.